# David Castedo
David Castedo Escudero, (Palma de Mallorca, España, 26 de enero de 1974) es un exjugador de fútbol español. Jugaba como defensa lateral izquierdo.

## Trayectoria
A lo largo de su carrera deportiva ha militado en cinco equipos, RCD Mallorca, Hércules CF, CF Extremadura, Sevilla FC y Levante UD. Los logros más destacados de este jugador fueron en su última etapa, mientras militaba en el Sevilla FC, equipo con el cual alcanzó el campeonato de Segunda División y el consiguiente ascenso en el año 2001, dos Copas de la UEFA en los años 2006 y 2007, una Supercopa de Europa, en el año 2007 y una Copa del Rey en junio de 2007.
Para la temporada 2007/08 el jugador es mayor y con dos hijos , por lo que decide retirarse al finalizar el año 2008.

## Clubes
| Club           | País   | Año         |
| -------------- | ------ | ----------- |
| RCD Mallorca   | España | 1993 a 1998 |
| Hércules CF    | España | 1998        |
| CF Extremadura | España | 1998 a 1999 |
| RCD Mallorca   | España | 1999 a 2000 |
| Sevilla FC     | España | 2000 a 2007 |
| Levante UD     | España | 2007 a 2008 |

## Estadísticas del jugador

### Por año
| Equipo         | Año       | División | Liga | Liga | Copa del Rey | Copa del Rey | Copa UEFA | Copa UEFA | Supercopa Eur. | Supercopa Eur. |
| Equipo         | Año       | División | PJ   | G    | PJ           | G            | PJ        | G         | PJ             | G              |
| RCD Mallorca   | 1993/94   | 2.ª      | 19   | 0    | 0            | 0            | -         | -         | -              | -              |
| RCD Mallorca   | 1994/95   | 2.ª      | 23   | 0    | 1            | 0            | -         | -         | -              | -              |
| RCD Mallorca   | 1995/96   | 2.ª      | 34   | 0    | 4            | 0            | -         | -         | -              | -              |
| RCD Mallorca   | 1996/97   | 2.ª      | 33   | 0    | 4            | 0            | -         | -         | -              | -              |
| RCD Mallorca   | 1997/98   | 1.ª      | 2    | 0    | 3            | 1            | -         | -         | -              | -              |
| Hércules CF    | 1997/98 * | 2.ª      | 2    | 0    | 0            | 0            | -         | -         | -              | -              |
| CF Extremadura | 1998/99   | 1.ª      | 32   | 0    | 1            | 0            | -         | -         | -              | -              |
| RCD Mallorca   | 1999/00   | 1.ª      | 8    | 1    | 2            | 0            | 1         | 0         | -              | -              |
| Sevilla FC     | 2000/01   | 2.ª      | 39   | 0    | 0            | 0            | -         | -         | -              | -              |
| Sevilla FC     | 2001/02   | 1.ª      | 36   | 0    | 0            | 0            | -         | -         | -              | -              |
| Sevilla FC     | 2002/03   | 1.ª      | 35   | 0    | 3            | 0            | -         | -         | -              | -              |
| Sevilla FC     | 2003/04   | 1.ª      | 35   | 0    | 8            | 0            | -         | -         | -              | -              |
| Sevilla FC     | 2004/05   | 1.ª      | 37   | 0    | 5            | 0            | 10        | 0         | -              | -              |
| Sevilla FC     | 2005/06   | 1.ª      | 33   | 0    | 2            | 0            | 12        | 0         | -              | -              |
| Sevilla FC     | 2006/07   | 1.ª      | 19   | 0    | 2            | 0            | 7         | 0         | 1              | 0              |
| Levante UD     | 2007/08   | 1.ª      | 0    | 0    | 0            | 0            | -         | -         | -              | -              |

 * Cambia de equipos en diciembre. 

### En general
| Competición         | Nº Participaciones | P. Jugados | Goles |
| Primera División    | 9                  | 237        | 1     |
| Segunda División    | 6                  | 150        | 0     |
| Copa del Rey        | -                  | 35         | 1     |
| Copa de la UEFA     | 4                  | 30         | 0     |
| Supercopa de Europa | 1                  | 1          | 0     |
| Total               | -                  | 453        | 2     |

## Títulos

### Títulos nacionales
- 1 Copa del Rey
- 1 campeonato de Segunda División

### Títulos internacionales
- 2 Copas de la UEFA
- 1 Supercopa de Europa